# Nassau Village-Ratliff
Nassau Village-Ratliff ist  ein census-designated place (CDP) im Nassau County im US-Bundesstaat Florida. Das U.S. Census Bureau hat bei der Volkszählung 2020 eine Einwohnerzahl von 5.561 ermittelt. 

## Geographie
Nassau Village-Ratliff liegt rund 40 km westlich von Fernandina Beach sowie etwa 15 km nordwestlich von Jacksonville. Der CDP wird auf einer gemeinsamen Trasse von den U.S. Highways 1 und 23 (SR 15) durchquert.

## Demographische Daten
Laut der Volkszählung 2010 verteilten sich die damaligen 5337 Einwohner auf 2186 Haushalte. Die Bevölkerungsdichte lag bei 139,0 Einw./km². 95,8 % der Bevölkerung bezeichneten sich als Weiße, 1,1 % als Afroamerikaner, 0,5 % als Indianer und 0,6 % als Asian Americans. 0,4 % gaben die Angehörigkeit zu einer anderen Ethnie und 1,6 % zu mehreren Ethnien an. 2,3 % der Bevölkerung bestand aus Hispanics oder Latinos.
Im Jahr 2010 lebten in 36,0 % aller Haushalte Kinder unter 18 Jahren sowie 26,0 % aller Haushalte Personen mit mindestens 65 Jahren. 77,4 % der Haushalte waren Familienhaushalte (bestehend aus verheirateten Paaren mit oder ohne Nachkommen bzw. einem Elternteil mit Nachkomme). Die durchschnittliche Größe eines Haushalts lag bei 2,75 Personen und die durchschnittliche Familiengröße bei 3,08 Personen.
26,2 % der Bevölkerung waren jünger als 20 Jahre, 23,1 % waren 20 bis 39 Jahre alt, 32,5 % waren 40 bis 59 Jahre alt und 18,2 % waren mindestens 60 Jahre alt. Das mittlere Alter betrug 40 Jahre. 50,8 % der Bevölkerung waren männlich und 49,2 % weiblich.
Das durchschnittliche Jahreseinkommen lag bei 55.662 $, dabei lebten 7,0 % der Bevölkerung unter der Armutsgrenze.
Im Jahr 2000 war Englisch die Muttersprache von 99,29 % der Bevölkerung und spanisch sprachen 0,71 %.